# تروي دي هاس
تروي دي هاس (بالإنجليزية: Troy de Haas)‏ هو منافس ألعاب قوى أسترالي، ولد في 15 يونيو 1979.

## روابط خارجية
- تروي دي هاس على موقع الاتحاد الدولي للملاحة (الإنجليزية)
- تروي دي هاس على موقع عالم الملاحة (الإنجليزية)